# Le Tigre (groupe)
Ne doit pas être confondu avec Le Tigre (des platanes).
Pour les articles homonymes, voir Tigre (homonymie).
Le Tigre est un groupe de punk rock américain, originaire de New York. Le style musical du groupe est qualifié d'electroclash. Il est formé en 1998 par Kathleen Hanna, une ancienne membre de Bikini Kill, séparé en 2011. Les autres membres sont Johanna Fateman, rédactrice de fanzines, et JD Samson, programmatrice vidéo. Les membres du groupe sont féministes. 

## Biographie
Originellement, Le Tigre était un projet secondaire de Hanna qui s'investissait alors dans son projet solo Julie Ruin. Le Tigre mélange un fort message politique revendicatif féministe, lesbien et d'extrême-gauche avec de la musique électronique et des rythmes punk. Hanna a été membre du mouvement riot grrrl ; Le Tigre est donc associé avec ce mouvement, même si le riot grrrl a probablement disparu en tant que tel pour des formes plus complexes. Samson remplace Sadie Benning, partie continuer sa carrière de réalisatrice, avant l'enregistrement de l'album Feminist Sweepstakes. Elle travaillait déjà avec Le Tigre en tant que programmatrice vidéo lors des concerts. Cela a encore augmenté le caractère spécifique des concerts de Le Tigre qui tient du concert rock, de la projection vidéo, de la réunion politique, du spectacle multimédia et des moments de chorégraphie.  
Le premier album studio du groupe, l'éponyme Le Tigre, est publié en 1999, et très bien accueilli par la presse spécialisée. La chanson Hot Topic, issue de l'album, honore les nombreuses et nombreux artistes qui ont influencé Le Tigre comme entre autres Yoko Ono, Aretha Franklin, Vaginal Creme Davis, Yayoï Kusama, Billy Tipton, James Baldwin et Jean Genet. En 2001, le groupe publie son premier EP, intitulé From the Desk of Mr. Lady. Leur deuxième album studio, Feminist Sweepstakes est publié en 2002. La chanson FYR rend hommage à l'auteur Shulamith Firestone pour son chapitre Fifty Years of Ridicule dans l'ouvrage collectif féministe des années 1970, The Dialectic of Sex.
Les deux premiers albums du groupe sont distribués sur les labels indépendants Wiiija et Mr. Lady Records, tenus par Kaia Wilson et Tammy Rae Carland. Leur troisième album, This Island (2004), est cependant publié par le label Universal Music Group. Le célèbre Ric Ocasek des Cars produit le titre Tell You Now. Le passage de Le Tigre au label Universal et l'utilisation de leurs chansons dans des publicités provoquent une certaine controverse dans leur scène punk-riot grrrl très politisée, indépendante et underground. Le titre New Kicks contient des extraits de slogans de la marche The World Says No to War, qui date de 2003, et s'en prenait aux attaques américaines en Irak. Le groupe se sépare en 2011.
En octobre 2016, le groupe annonce son retour pour uniquement une chanson,.

## Discographie

### Albums studio
- 1999 : Le Tigre
- 2002 : Feminist Sweepstakes
- 2004 : This Island

### EP et singles
- 1999 : Hot Topic (single)
- 2001 : From the Desk of Mr. Lady (EP)
- 2003 : Remix

## Vidéographie
- 2011 : Who Took The Bomp?: Le Tigre on Tour